# Estrema sinistra
L'estrema sinistra, chiamata a volte anche sinistra rivoluzionaria o sinistra radicale, è un'area politica molto vasta e diversificata composta da correnti di pensiero e organizzazioni, nell'ambito della sinistra italiana e mondiale, che hanno come obiettivo comune il superamento del capitalismo tramite una rivoluzione culturale, e l'instaurazione di una società egualitaria, collettivista, in cui non è consentita la proprietà privata dei mezzi di produzione. Nell'ambito della discussione sulle forme di governo, esponenti della sinistra estrema, sia in Italia che all'estero, hanno spesso negato valore al parlamentarismo liberale, visto come espressione del potere capitalista contro il proletariato, facendo talvolta appello alla lotta armata contro qualsiasi istituzione reputata repressiva (terrorismo rosso).. Gran parte di tali correnti e organizzazioni fanno in effetti riferimento al pensiero marxista e/o anarchico (a loro volta divisi nelle varianti del trotskismo, marxismo-leninismo, stalinismo, comunismo, anarco-comunismo e, a partire dal XX secolo, femminismo e ambientalismo ecosocialista).

## Caratteristiche
Nell'estrema sinistra vi sono essenzialmente due filoni: uno socialista-comunista (vedi leninismo, ecosocialismo e trotskismo) e l'altro anarchico (vedi anarco-comunismo, mutualismo).
Fra le tante organizzazioni e movimenti dell'estrema sinistra, si hanno sostanziali differenze nei metodi con cui ottenere i propri obiettivi.
Vi sono partiti politici come Die Linke (Germania), Partito della Rifondazione Comunista (Italia) e Coalizione della Sinistra Radicale (Grecia) che intendono abbattere il capitalismo (a differenza della sinistra riformista che intende solo migliorarlo a favore delle classi lavoratrici) per via parlamentare, accedendo al potere tramite elezioni. 
Altre organizzazioni si dichiarano prettamente rivoluzionarie, ritenendo che - al di là di eventuali usi di strumenti elettorali e parlamentari - il capitalismo debba essere abbattuto come intero sistema assieme a tutte le sue regole di potere attraverso una effettiva rivoluzione popolare;  tra questi si collocano i movimenti anarchici e trotskisti.
Altre organizzazioni invece si costituiscono come gruppi clandestini militarizzati che mirano a scatenare una lotta armata per la presa del potere da parte del popolo .
Anche in ambito artistico-culturale si è parlato di estrema sinistra, ad esempio riferendosi al situazionismo.
All'inizio del XXI secolo all'interno dell'estrema sinistra oltre alla difesa dei diritti dei lavoratori si sono affermati in modo crescente il pacifismo, l'ambientalismo, la critica all'imperialismo e al capitalismo, la solidarietà verso i popoli del terzo mondo e verso le fasce più deboli della popolazione (come gli immigrati), la lotta per i diritti LGBT (non sempre condivisa da tutta l'estrema sinistra). Ciò ha contribuito allo sviluppo del variegato movimento no-global.

### Far-left, extreme-left, radical left
Luke March, politologo dell'Università di Edimburgo, definisce estrema sinistra («far-left») in Europa come coloro che si pongono alla sinistra della socialdemocrazia, da loro considerata insufficientemente di sinistra. March divide l'estrema sinistra in due diverse categorie: tra la sinistra radicale(«radical left») che accetta il sistema democratico, ma chiede un cambiamento fondamentale del sistema capitalista; ed extreme left (tradotto in italiano sempre come "estrema sinistra"), ostile alla democrazia liberale e che denuncia ogni compromesso con il capitalismo. March individua inoltre quattro sottogruppi all'interno della politica europea contemporanea di estrema sinistra, ovvero comunisti, socialisti democratici, socialisti populisti e populisti sociali.
Un'ulteriore differenza tra radical left ed extreme left secondo March sarebbe anche un approccio più pragmatico della prima, rivolto essenzialmente a modificare le condizioni di vita in cui si vive, al contrario della seconda incentrata invece in dibattiti dottrinali.
Vít Hloušek e Lubomír Kopeček aggiungono caratteristiche secondarie a quelli identificati da Luke March e Cas Mudde, come l'antiamericanismo, l'antiglobalizzazione, l'opposizione alla NATO e il rifiuto dell'integrazione europea.
L'aggettivo «radical» (radicale) viene utilizzato nella letteratura in lingua inglese dal XVIII secolo per indicare quei partiti politici che esprimono favore o perseguono strategie volte prevalentemente al riformismo e al mutamento dell'ordine sociale. Durante il XIX secolo iniziò a essere impiegato sia come riferimento a quelle formazioni politiche di sinistra di stampo progressista e sia nell'espressione «radical left» (sinistra radicale) per indicare le organizzazioni e i movimenti di estrema sinistra impegnati anche in azioni terroristiche, come le italiane Brigate Rosse e la tedesco-occidentale Rote Armee Fraktion.
Intorno agli inizi degli anni 2000 sulla falsariga dell'utilizzo statunitense del termine radicale il suo significato viene sempre più legato al fenomeno dei nuovi movimenti di massa come quello no-global o del cosiddetto popolo di Seattle.

#### Sinistra radicale ed estrema sinistra
La definizione di March è stata ripresa anche nella pubblicistica in lingua italiana da politologi come Marco Damiani. Il termine "sinistra radicale" è usato da un lato come termine-ombrello che racchiuderebbe "tutte le forze che si oppongono alle politiche neoliberiste", e che dal punto di vista operativo raggrupperebbe i partiti che si collocano alla sinistra dei partiti socialisti e socialdemocratici. D'altra parte però oltre a questa prima definizione l'autore distingue ulteriormente tra l'"estrema sinistra", che raggrupperebbe i partiti che intendono operare una trasformazione rivoluzionaria del sistema politico, e la "sinistra radicale" in senso proprio, che invece, pur criticando alla radice le élites politiche dei sistemi capitalisti, accetta le regole e i metodi della democrazia. Tali forze propugnerebbero quindi il ricorso a riforme di sistema, laddove l'"estrema sinistra" non escluderebbe invece il ricorso alla violenza. La differenza della "sinistra radicale" rispetto alla "sinistra riformista" sarebbe quindi soltanto nel grado di radicalità delle riforme proposte.
Se quindi le forze di estrema sinistra sarebbero definibili come forze "antisistema", secondo la definizione di Giovanni Sartori (ossia forze la cui ideologia si contrappone al sistema dominante e ne ostacola il funzionamento), le forze di sinistra radicale ricaderebbero invece nella categoria dei partiti anti-establishment, ossia forze che criticano radicalmente il sistema politico (democratico) dominante ma non se ne collocano al di fuori.
Come esempio idealtipico della differenza tra queste due collocazioni politiche viene portato il sistema politico greco di inizio anni Duemila, che vede un partito di estrema sinistra, il Partito Comunista Greco e un partito di sinistra radicale, il Synapismos, poi trasformatosi in Syriza. Come mostra il caso greco, le forze di sinistra radicale sono inoltre disposte ad assumere, a certe condizioni, incarichi di governo in sistemi politici liberaldemocratici accettando trattative e compromessi con forze di altro tipo, cosa che invece le forze di estrema sinistra, anche laddove raggiungano risultati significativi, rifiutano.

## L'estremismo
Nell'ambito di quell'area politica diversificata definita generalmente come estrema sinistra si individuano particolari orientamenti e organizzazioni politiche che sono stati storicamente descritti con i termini "ultrasinistra" o "estrema sinistra" (in un senso specifico). Si avanza in questi casi la critica di estremismo quando i livelli di trasformazione della realtà perseguiti sono ritenuti esagerati, o risultano inopportunamente eccessivi i metodi di lotta politica, o si riscontra il rifiuto di impegnarsi per obiettivi che non siano immediatamente connessi al traguardo fondamentale (massimalismo), o si rileva una chiusura settaria in sé stessi rifiutando unità d'azione con forze di orientamento affine ma divergente in qualche aspetto (settarismo).
L'ultra-sinistra («ultra-gauche» in francese e «ultra-leftism» in inglese) è una particolare corrente del comunismo marxista che è strettamente correlata al comunismo dei collettivi o comitati («council communism») e al comunismo di sinistra. Le correnti di estrema sinistra sono spesso oggetto di critiche da parte di altre fazioni della sinistra. L'organizzazione comunista International Communist Current rifiuta di lavorare con i gruppi della sinistra tranne che con altri comunisti o anarchici. Gilles Dauvé (noto anche come Jean Barrthot), un teorico comunista di sinistra, sostiene che tutti i regimi borghesi dovrebbero essere contrastati e che i rivoluzionari non dovrebbero difendere la democrazia liberale dal fascismo.
In francese il termine «ultra-gauche» viene usato per definire un movimento comunista sviluppatosi a partire dal pensiero di teorici come Amadeo Bordiga, Otto Rühle, Anton Pannekoek, Herman Gorter e Paul Mattick e successivamente Jacques Camatte e Gilles Dauvé. Questo punto di vista comprende due tradizioni principali, una tradizione olandese-tedesca tra cui Rühle, Pannekoek, Gorter e Mattick e una tradizione italiana a partire da Bordiga. Queste tradizioni si sono unite nell'ultra-sinistra francese dagli anni 1960. Il teorico politico Nicholas Thoburn definisce queste tradizioni «l'attualità [...] dell'ultra-sinistra storica».

Il termine ebbe origine negli anni 1920 nei movimenti operai tedeschi e olandesi, originariamente riferendosi a un gruppo marxista contrario al bolscevismo e alla socialdemocrazia e con alcune affinità con l'anarchismo. L'estrema sinistra è definita in particolare dalla sua posizione di marxismo antiautoritario che generalmente implica un'opposizione allo Stato e al socialismo di Stato, così come alla democrazia parlamentare e al lavoro salariato. In opposizione al bolscevismo l'estrema sinistra pone in genere forte enfasi sull'autonomia e l'auto-organizzazione del proletariato. Secondo Dauvé: 
L'estrema sinistra nacque e crebbe in opposizione alla socialdemocrazia e al leninismo, che era diventato lo stalinismo. Contro di loro affermava la spontaneità rivoluzionaria del proletariato. La sinistra comunista tedesca (in effetti tedesco-olandese), e i suoi derivati, sostenevano che l'unica soluzione umana risiedeva nell'attività propria dei proletari, senza che fosse necessario educarli o organizzarli... Ereditando il mantello dell'estrema sinistra dopo la guerra, la rivista Socialisme ou Barbarie apparve in Francia tra il 1949 e il 1965.
Le idee dell'ultra-sinistra storica vennero ampiamente riproposte nella nuova sinistra degli anni 1960 e in particolare dal maggio 1968 nei movimenti socialisti libertari come Big Flame, situazionismo e autonomismo.
Il termine ultra-sinistra viene inoltre usato in modo dispregiativo per attaccare quelle posizioni ritenute massimaliste e non in relazione con il contesto o le risorse disponibili. La tradizionale critica marxista di tale posizione iniziò con L'estremismo, malattia infantile del comunismo di Vladimir Lenin, il quale attaccò quanti (come Anton Pannekoek o Sylvia Pankhurst) nella nascente Internazionale Comunista rifiutavano di lavorare con i socialisti parlamentari o riformisti. Lenin caratterizzava l'ultra-sinistra come una politica di purezza, la dottrinale «ripetizione delle 'verità' del puro comunismo». I leninisti usavano tipicamente questo termine contro i loro rivali a sinistra. Per esempio, Betty Reid del Partito Comunista della Gran Bretagna scrisse in un opuscolo del 1920 iintitolato Ultra-Leftism in Britain che il partito non portava «alcuna rivendicazione esclusiva di essere l'unica forza a sinistra», ma rigettava i gruppi alla sua sinistra come ultra-sinistra, con Reid che delinea l'estrema sinistra come gruppi che erano trotzkisti, anarchici o sindacalisti o che «sostengono la linea del Partito Comunista Cinese». I trotzkisti e altri valutano il Terzo Periodo dell'Internazionale Comunista in cui descriveva i partiti socialdemocratici come socialfascisti come una strategia dell'ultra-sinistra. Il termine è stato reso popolare negli Stati Uniti dal Partito Socialista dei Lavoratori al tempo della guerra del Vietnam, usando il termine per descrivere gli oppositori del movimento contro la guerra, incluso Gerry Healy. L'ultra-sinistra è spesso associata al settarismo di sinistra, condizione i cui critici giudicano essere quella di un'organizzazione socialista che sembri anteporre i propri interessi in una visione a breve termine agli interessi a lungo termine della classe operaia e dei suoi alleati.

## Partiti politici e movimenti

### Europa

#### Francia
Secondo Irene Pereira, "Le nozioni di" sinistra radicale" o "sinistra della sinistra" sono prima di tutto il risultato del declino del blocco orientale e del fatto che il Partito comunista non era quindi più in grado di attrarre l'intera sinistra. È anche la necessità di situarsi in relazione al Partito Socialista Francese, che diventa un partito di governo dagli anni '80, che giustifica il loro uso ”. Designati come "sinistra radicale", "sinistra combattiva" o "sinistra anticapitalista" dagli scienziati politici, questi gruppi si trovano alla "sinistra della sinistra" dei movimenti riformisti e antiliberali.

#### Italia
L'estrema sinistra, che prese in vari periodi anche il nome di sinistra rivoluzionaria o sinistra extraparlamentare o nuova sinistra, si presentò a partire dagli anni '60 del XX secolo in forma di numerosi gruppi politici che si distinguevano dalla sinistra riformista (Partito Socialista Italiano e Partito Socialista Democratico Italiano) e anche dallo stesso Partito Comunista Italiano (che pur rifiutava, almeno ufficialmente, ogni "cedimento" al riformismo), ritenendo che questi avessero abbandonato le istanze rivoluzionarie presenti nel movimento dei lavoratori. 
Il termine "extraparlamentare" fu molto usato negli anni del Sessantotto in quanto le organizzazioni dell'estrema sinistra non erano presenti in parlamento e rifiutavano la democrazia parlamentare, considerata obsoleta e inefficace per risolvere i problemi della società moderna, nonché strumento della borghesia per esautorare le masse dall'iniziativa politica. Successivamente però alcune di esse, senza mutare tale giudizio, si presentarono alle elezioni politiche e amministrative per utilizzare quegli spazi come tribuna per farsi conoscere ed esporre le proprie posizioni.

### Americhe

#### Canada
In Canada, c'è il Partito socialista canadese, un piccolo partito marxista (tendenza detta impossibilista e che rifiuta il riformismo) fondato nel 1904-1905 dalla fusione della Lega socialista canadese e del Partito socialista della Columbia Britannica.
Va anche citato il Partito comunista canadese (marxista-leninista), un partito anti-revisionista che iniziò come maoista prima di passare alla cosiddetta corrente " filo-albanese ", considerando la Repubblica popolare cinese come "revisionista".

#### Stati Uniti

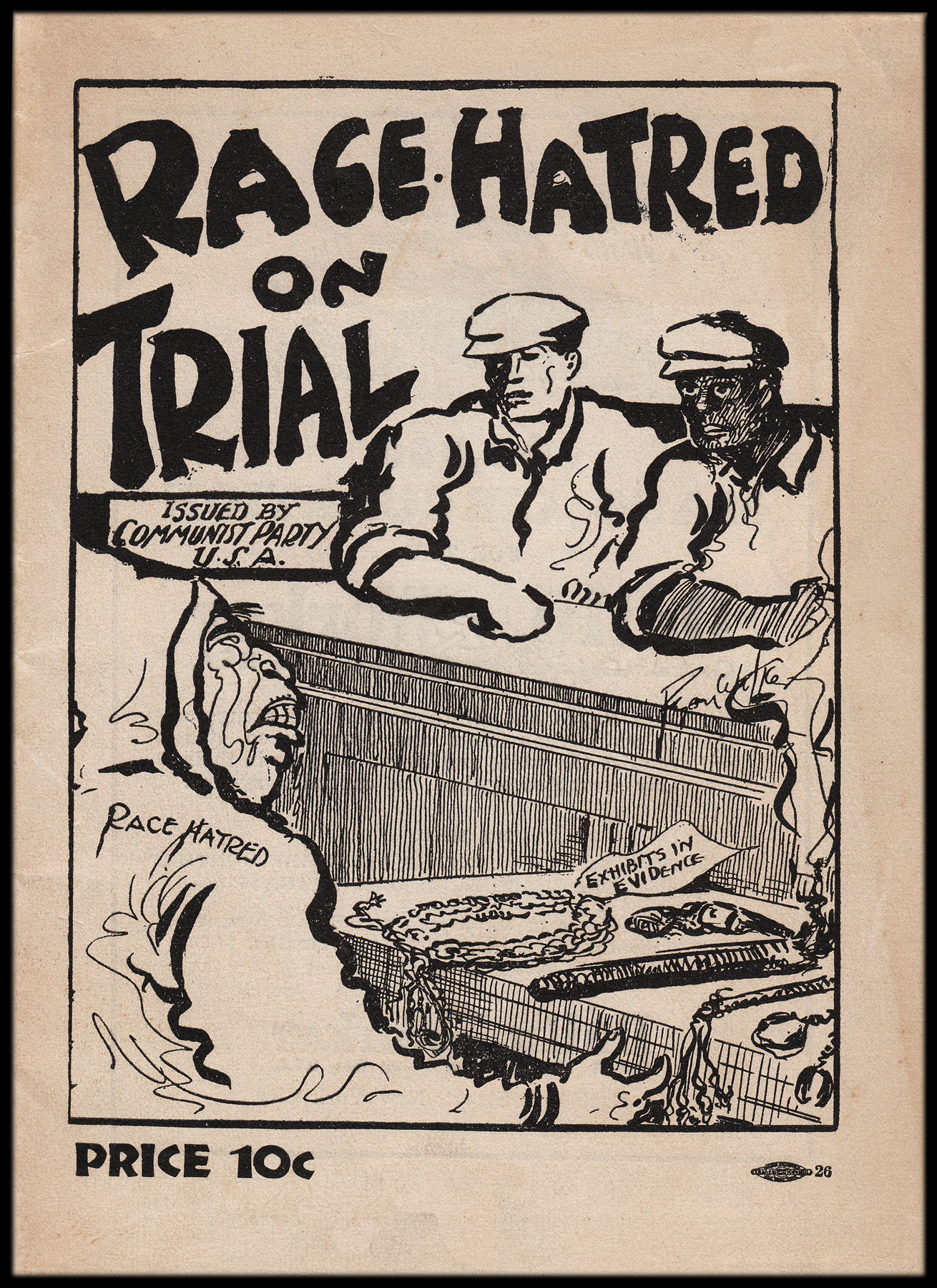
Copertina di un opuscolo antirazzista pubblicato nel 1931 dal Partito Comunista degli Stati Uniti d'America.

L'estrema sinistra americana era molto attiva negli anni '60 e '70. Si distingue a livello ideologico da una lotta più marcata (e talvolta violenta) per i diritti delle minoranze. Possiamo citare, tra gli altri, l'American Indian Movement, il Black Panther Party, il National Black United Front o il Revolutionary Communist Party - United States.
L'American Indian Movement (AIM) è un gruppo di diritti civili dei nativi americani negli Stati Uniti. È stato fondato a Minneapolis - Saint Paul da Dennis Banks e Clyde Bellecourt con il sostegno dell'avvocato Douglas Hall e dell'avvocato del Black Panther Party Matt Eubanks. Nel 1972 il movimento occupò il quartier generale del Bureau of Indian Affairs a Washington. È noto soprattutto dall'occupazione di Wounded Knee nel 1973.
Il Black Panther Party è un movimento rivoluzionario afroamericano formato in California nel 1966 da Bobby Seale e Huey Newton. Ha raggiunto una scala nazionale prima di declinare a causa delle tensioni interne e delle azioni svolte dallo Stato. L'organizzazione è nota per il suo programma " Free Breakfast for Children", l'uso del termine "pigs" per descrivere gli ufficiali di polizia corrotti e per aver portato armi da fuoco nel parlamento californiano.
Il National Black United Front è un movimento afroamericano formato nel giugno 1980 a Brooklyn (New York). Secondo la NBUF, quasi 1 500 persone provenienti da 35 Stati negli Stati Uniti e da 5 altri Paesi hanno formato questo collettivo nel 1980, il gruppo è passato in cinque anni da 5 locali a più di 18, essendo presenti in più di 40 città. Oltre alle sue attività nazionali, il gruppo ha poi sostenuto Maurice Bishop, leader del governo popolare rivoluzionario di Grenada assassinato nel 1983 (evento che ha provocato l'invasione americana ) , nonché gruppi anti- apartheid come il Congresso Nazionale Africano o il Congresso Panafricano di Azanie. L'NBUF stabilisce inoltre contatti con Cuba e l'Iraq. È stato descritto come un movimento cristiano di sinistra, più o meno vicino al nazionalismo nero, che lavora nella continuazione di Million Man March e Malcolm X. Nel 1979, la NBUF fu presieduta da padre Herbert Daughtry, che salutò la fuga di Assata Shakur, attivista del Black Liberation Army, in un articolo pubblicato sul New York Amsterdam News dal titolo "Run Hard Sister, Run Hard" (Corri veloce sorella, corri veloce!).
Herbert McClosky e Dennis Chong sostengono che negli Stati Uniti d'America i gruppi di estrema sinistra sono profondamente estranei alla società statunitense e molto critici nei confronti di ciò che percepiscono come la degenerazione spirituale e morale delle istituzioni e considerano la società statunitense come dominata da forze cospirative che lavorano per sconfiggere i loro obiettivi ideologici.

#### America latina
Movimenti di estrema sinistra si sono impiantati nell'America meridionale dagli anni '30, in particolare formazioni guidate dai trotskisti sotto la guida di leader carismatici come gli argentini Nahuel Moreno o J. Posadas. In Brasile, il partito comunista brasiliano e il Partito Socialismo e Libertà, derivante da una divisione della sinistra del Partito dei Lavoratori guidato dal senatore Heloísa Helena, nonostante le sue recenti battute d'arresto elettorali, detiene diversi incarichi di deputati e senatori e ha quasi 150.000 membri.
Ci sono anche gruppi armati come le Forze Armate Rivoluzionarie della Colombia - Esercito del Popolo, il Movimento Rivoluzionario Tupac Amaru o l'M-19 (Movimiento 19 de Abril), ad esempio, spesso accusati di essere finanziati dal Traffico di droga e dal rapimento di ostaggi (come Íngrid Betancourt). Che Guevara e Fidel Castro erano figure dell'estrema sinistra sudamericana. Il Partito Comunista di Cuba, al potere nel Paese dalla sua creazione nel 1965 e l'unico partito autorizzato, è considerato di estrema sinistra da Le Monde diplomatique.
Ci sono anche partiti più democratici come il Movimento della Sinistra Rivoluzionaria in Cile, creato da studenti e sindacalisti, anche se il suo passato gli ha dato più di un profilo di gruppo armato fino al 1995, o il Movimento rivoluzionario orientale, un partito della politica uruguaiana con una storia relativamente simile a quella del MIR cileno prima di diventare democratico nel 1985. Il Fronte Ampio, che desidera porre fine al tradizionale bipartitismo della classe politica cilena, è una coalizione eterogenea che raggruppa i movimenti e le formazioni politiche dei cittadini che vanno dall'estrema sinistra, alla centro-sinistra e che punta all'integrazione o reinserimento dell'estrema sinistra nel gioco politico democratico.

### Asia

#### Corea del Nord
Assieme a Cuba, Laos, Cina e Vietnam, la Corea del Nord è uno degli ultimi cinque Stati socialisti al mondo. Dall'indipendenza nel 1948, il Paese è stato guidato dal Fronte Democratico per la Riunificazione della Patria, una coalizione di tre partiti, di cui il Partito del Lavoro di Corea è il partito dominante. È il principale partito di estrema sinistra nel Paese e detiene di fatto il potere tramite la famiglia Kim. Le altre due componenti minori della coalizione politica sono il Partito Chondoista Chongu e il Partito Socialdemocratico di Corea, entrambi di sinistra. Il Partito del Lavoro segue l'ideologia di Juche, un sincretismo delle idee marxiste-leniniste adattato al nazionalismo coreano e articolato attorno all'autonomia militare, all'autosufficienza economica e all'indipendenza politica per consentire l'emergere di una società socialista.

#### India
I principali partiti dell'estrema sinistra in India sono il Partito Comunista d'India, il Partito Comunista d'India (Marxista) che ha 9 rappresentanti al Lok Sabha e 11 al Rajya Sabha, e il Partito Comunista d'India (maoista) che sta conducendo una lotta armata contro lo Stato. Alcuni partiti di estrema sinistra si sono uniti ad altri partiti di sinistra e di centro-sinistra nel Fronte di Sinistra.
Il naxalismo è un movimento composto da diversi gruppi rivoluzionari attivi in quindici Stati federati e territori dell'India. I Naxaliti cercano di organizzare i contadini per giungere a una riforma agraria tramite metodi radicali, inclusa la violenza. Il termine "Naxal" deriva da Naxalbari, un villaggio situato nel distretto di Darjeeling, a nord del Bengala Occidentale, dove ha avuto origine il movimento. Il movimento è considerato "terrorista" dalle autorità e combattuto, ma è comunque popolare con la maggior parte della popolazione dei territori colpiti dal conflitto. La guerriglia naxalita gode di un significativo supporto nelle regioni in cui è presente. Secondo uno studio del quotidiano The Times of India, il 58% delle persone ha una percezione positiva della guerriglia, rispetto a solo il 19% per il governo.

#### Israele e territori palestinesi
- I movimenti di estrema sinistra sono piuttosto rari in Israele. Spesso hanno come rivendicazioni principali l'indipendenza dello Stato di Palestina e migliori condizioni sociali, come l'Hadash (Fronte democratico per la pace e l'uguaglianza), un movimento che raggruppa diverse associazioni comuniste e si allea con la Lista Comune araba e gli anarchici contro la barriera di separazione israeliana.
- Il parlamento palestinese ha 3 partiti considerati di estrema sinistra: il Fronte Popolare per la Liberazione della Palestina (FPLP), il Fronte Democratico per la Liberazione della Palestina e il Partito Popolare Palestinese. Sono radicalmente antisionisti, a volte accostati al neoantisemitismo, anticapitalisti, sostenitori del marxismo-leninismo, hanno compiuto attacchi armati e il FPLP ha commesso anche attacchi terroristici contro i civili israeliani (come il massacro dell'Aeroporto di Lod, l'attentato all'interscambio di Geha e l'incidente del bus 300)[43][44][45][46]. Hanno 5 deputati. I movimenti palestinesi di estrema sinistra hanno legami molto forti con le loro controparti europee, francesi in particolare[47].

#### Laos
Il Partito Rivoluzionario del Popolo Lao (Lao: Phak Pasason Pativat Lao) è il partito comunista del Laos. Dal 1975 è l'unico partito politico autorizzato nel Paese. Gli organi decisionali sono il Politburo e il Comitato centrale. Ogni cinque anni si tiene un congresso che elegge i membri del Politburo e del comitato centrale. Anche il Congresso ha eletto un segretariato, ma questo organo è stato abolito nel 1991. Il partito ha le sue origini nel Partito Comunista Indocinese fondato da Ho Chi Minh nel 1930. Nel febbraio 1972, durante il secondo congresso del partito, il nome del Partito popolare laotiano fu cambiato in "Partito rivoluzionario popolare laotiano".

#### Vietnam
Il Partito Comunista del Vietnam (Đảng Cộng Sản Việt Nam) è il partito al potere in Vietnam. Segue il modello marxista-leninista. Il partito è stato fondato nel 1931 con il nome di Partito Comunista Indocinese (PCI). Il PCI creò quindi nel 1941 la lega del Viet Minh per guidare la sua lotta per l'indipendenza del Vietnam. I comunisti vietnamiti nel Nord, incluso Ho Chi Minh, annunciano lo scioglimento del PCI, l'11 novembre 1945, per motivi tattici. Il partito continua comunque ad esistere, in quanto organo di governo del Viet Minh. Fu ricostituito nel 1951 con il nome di Partito dei lavoratori del Vietnam. Prende il nome attuale nel 1976.

### Africa

#### Sudafrica
Il Partito Comunista Sudafricano è stato fondato il 30 luglio 1921 a Città del Capo. È il prodotto dell'unione tra la Lega socialista internazionale, la Federazione socialdemocratica di Città del Capo, il Partito comunista di Città del Capo, la Società ebraica e socialista di Città del Capo, la Società ebraica e socialista di Johannesburg, il Club marxista di Durban e alcuni altre entità locali in Sudafrica. Secondo il suo manifesto, proclama la sua fede nell'avvento di un Sudafrica di lavoratori, bianchi e neri, in un Paese libero dal sistema capitalista e dalla distinzione tra classi sociali. William H. Andrews, un sindacalista ed ex parlamentare laburista che si oppose alla guerra al fianco del Regno Unito nel 1914, fu quindi eletto come primo segretario generale del partito.
Il movimento principale che afferma di essere dell'estrema sinistra è quello dei Economic Freedom Fighters, un partito che afferma di essere anticapitalista e panafricano, guidato da un dissidente del Congresso Nazionale Africano, Julius Malema. Si conta inoltre tra le file dell'estrema sinistra il Partito Comunista Sudafricano e i vari movimenti ad esso associati. Alcuni scienziati politici considerano Nelson Mandela di estrema sinistra per i suoi legami con i movimenti comunisti.
L'organizzazione piattaformista Fronte comunista anarchico di Zabalaza investe in lotte di base con una prospettiva anarco-comunista e rivoluzionaria in Sudafrica e nel resto dell'Africa meridionale.